# Y̱
Y̱ (minuskule y̱) je speciální znak latinky, zřídka používaný. Nazývá se Y s vodorovnou čárkou dole. Y̱ se používá pouze v přepisu arabštiny v systému Common Locale Data Repository (CLDR), kde označuje písmeno ى.

V Unicode mají písmena Y̱ a y̱ tyto kódy: 
-Y̱ <U+0059, U+0331>
-y̱  <U+0079, U+0331>